# Waterpompen van Aarschot
De waterpompen van Aarschot waren waterpompen voor de drinkwatervoorziening van de stad Aarschot. Twee ervan zijn nog in het stadsbeeld te zien, een op de Grote Markt en een op de vroegere Veemarkt, op de splitsing van Tielemansstraat en Martelarenstraat.

## Aarschotse pompen
Er waren in het verleden meer waterpompen in Aarschot. In 1903, toen in de stad enkele buiktyfusgevallen werden geconstateerd liet het stadsbestuur het water van de pompen ontleden door het Provinciaal Instituut van Bacteriologie. Het rapport betrof de stadspompen aan de Schuit, de Markt, de Lombaardstraat, de Mechelsesestraat, de Bogaardenstraat, de Oude Veemerkt en het Begijnhof. Van deze pompen was de kwaliteit goed. Alleen van het water van de put op de Koemerkt werd het gebruik afgeraden.
Het is bekend dat in 1804, tijdens de Franse overheersing, voor de watervoorziening een 'bornput' werd gegraven op de hoek van de Grachtstraat (vandaag Nieuwstraat) en de Lombaardstraat. In 1839 werd een nieuwe waterpomp geïnstalleerd voor de bewoners van de Mechelsestraat (Schaluin), even voorbij het huidige Sint-Jozefscollege.

## Armpomp op de Grote Markt

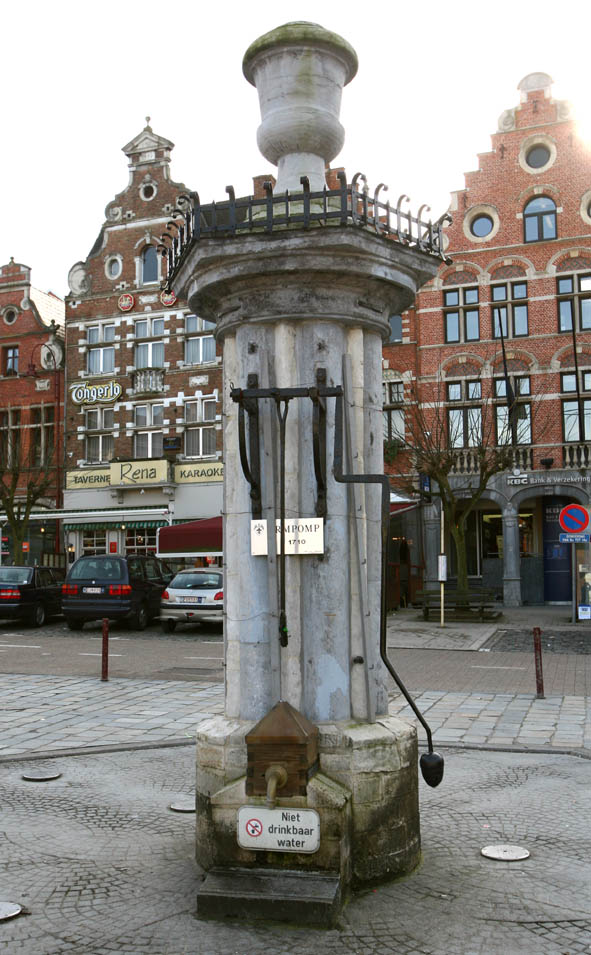
Armpomp, daterend van ca. 1710 op de Grote Markt, voor de verplaatsing naar de huidige locatie.

### Beschrijving
Op de Grote Markt bevindt zich een monumentale armpomp daterend van circa 1710. Op de zandstenen sokkel is een geprofileerde arduinen romp geplaatst, die bekroond wordt met een siervaas, omgeven door een gesmeed ijzeren hek. De ijzeren arm en kraan zijn nog aanwezig, maar de pomp is niet meer werkzaam.

### Geschiedenis
Waarschijnlijk werd deze pomp boven een reeds bestaande waterput geplaatst. Dat er hier een waterput aanwezig was, blijkt uit pentekeningen van de stad Aarschot uit de periode 1598-1600. Volgens een overeenkomst die de magistraat van de stad in 1708 sloot met de steenhouwer Gerardt Parain moest de pomp een waterput vervangen. In dit document staat vermeld: "steenwerck tot het stellen van een pompe op de merckt in plaetse van de put". Er werden twee pompen bij de Antwerpenaar François Vermeulen besteld. De andere pomp werd geplaatst op de Veemarkt.

### Recente geschiedenis
Toen er vanaf oktober 1911 in Aarschot gasverlichting werd aangelegd, werd boven op de pomp een gaslantaarn geplaatst.
In 1947 werd de pomp hersteld en werden onder andere gebroken stukken van de blauwe hardsteen vervangen. De herstelling gebeurde door de Aarschotse steenkapperij Ravert in de Fabriekstraat. Er wordt beweerd dat de steenkappers een afgesloten fles in de pomp geplaatst hebben.
In 1959 werd de pomp als monument beschermd.
In 1985 vernieuwden leerlingen van  het Stedelijk Instituut voor Technische Beroepen in Aarschot de houten bekisting met koperen tentdak aan de voet van de pomp. De pomp zou toen nog bruikbaar geweest zijn.
In 2001 werd rond de pomp een fontein aangelegd.
Bij de heraanleg van de Grote Markt in 2011 werd de pomp enkele meters verplaatst en verdween ook de fontein.

## Armpomp op deVeemarkt

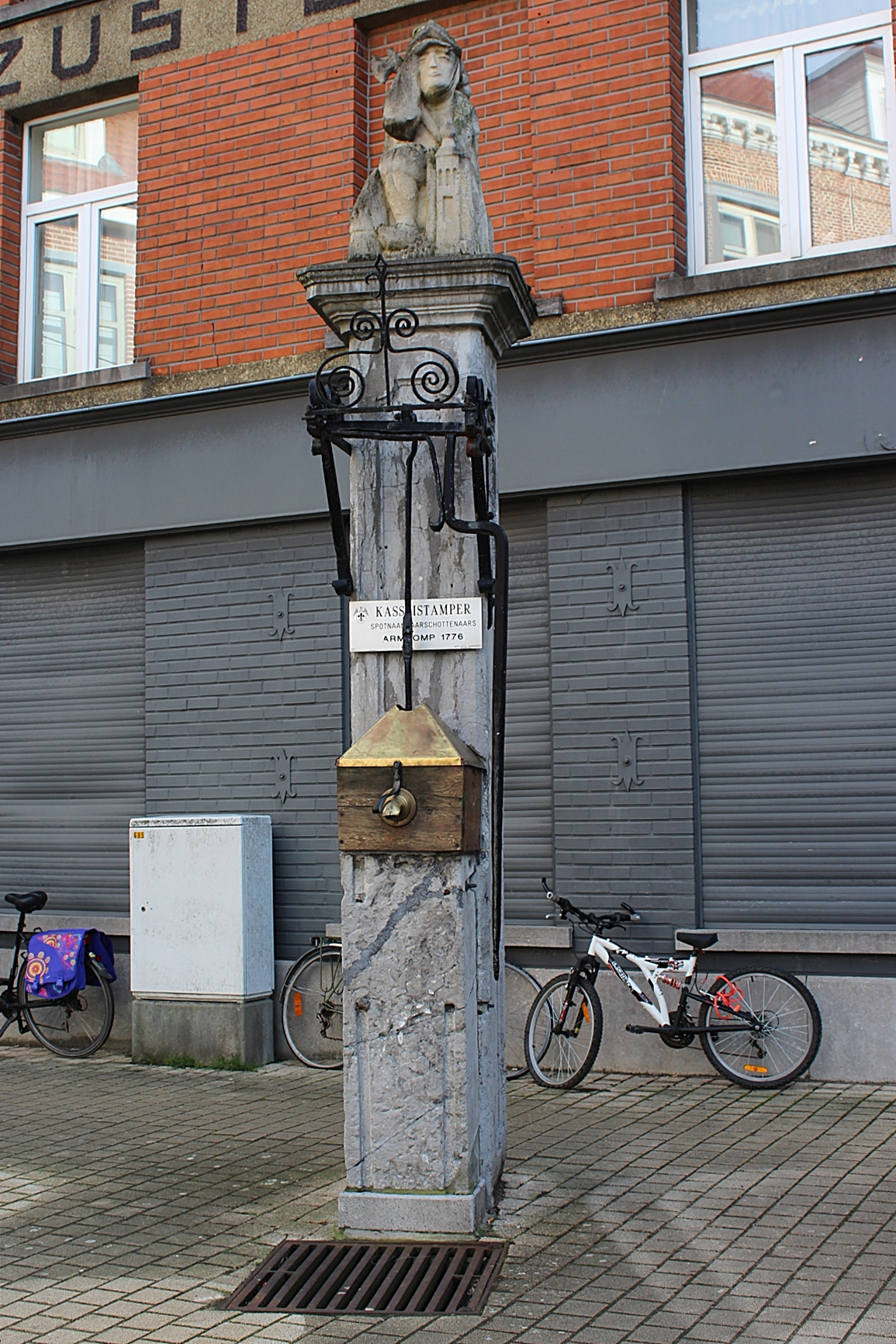
Armpomp, daterend van 1776, in de Tielemansstraat met beeld "De Kasseistamper"

In de Jozef Tielemansstraat, op de splitsing met de Martelarenstraat, staat een hardstenen armpomp, gedateerd 1776. Boven op de pomp werd in 1955 een eigentijds beeld ‘De Kasseistamper’ van beeldhouwer Lode Matthijs geplaatst.

## Watervoorziening en volksgezondheid
Ook in Aarschot was de verspreiding van cholera in de 19de eeuw verbonden met de openbare waterpompen en waterputten. In die periode werd het tevens Demerwater nog als drinkwater gebruikt. Voor de Eerste Wereldoorlog waarschuwde de lokale geneeskundige commissie met aanplakbrieven voor mogelijk gezondheidsgevaar voor het drinkwater en raadde in bepaalde periodes aan om het pompwater te koken.
In 1919 werd het Sint-Jozefscollege getroffen door tyfus, waarschijnlijk omdat de inhoud van de beerput in contact kwam met de waterput. Meerdere leerlingen en priesters werden ziek. Een priester overleed. Als gevolg hiervan werd in het college een artesische put van 159 meter diep geboord.

## Naar een waterleidingnet in Aarschot
Aarschot was een van de eerste gemeenten die aansloot bij de in 1913 door de Belgische staat opgerichte Nationale Maatschappij voor de Waterleiding (NMDW). Reeds in 1919, wanneer na de verwoesting tijdens de Eerste Wereldoorlog de wederopbouw van Aarschot opgenomen werd, nam burgemeester Coomans contact met de NMDW. Onenigheid binnen het stadsbestuur en financiële moeilijkheden beletten een snelle uitvoering van de plannen en pas in oktober 1931 werd een deel van het waterleidingnet in gebruik genomen. Het te hoge gehalte aan ijzer in het water maakte het evenwel onaangenaam om te consumeren. Dit euvel diende verholpen te worden zodat de officiële inhuldiging werd uitgesteld tot 18 september 1932.

## Trivia
Het beeld ‘De Kasseistamper’ op de armpomp in de Jozef Tielemansstraat verwijst naar de spotnaam van de Aarschottenaars. Het huidige beeld is het tweede beeld op diezelfde plaats. In 1948 werd een eerste, gelijknamig beeld van beeldhouwer Tony Blickx onthuld. In de nacht van 5 op 6 juni 1951 werd het beeld geroofd. De grappenmakers hadden de intentie om het beeld naast dit van het Begijntje op het Begijnhof te plaatsen. Maar tijdens de actie werd het beeld ernstig beschadigd. Uit schrik voor gerechtelijke vervolging, werd het beeld verstopt. Pas jaren later werd het teruggevonden. Dit originele beeld te zien in het Stedelijk Museum van Aarschot.